# Gabinete Poincaré III
O Gabinete Poincaré III foi o ministério formado por Raymond Poincaré em 29 de março de 1924 e dissolvido em 1º de junho do mesmo ano. Foi o 70º gabinete da Terceira República Francesa, sendo antecedido pelo Gabinete Poincaré II e sucedido pelo Gabinete François-Marsal.

## Contexto
Reconduzido ao cargo após a vitória eleitoral do "Cartel das Esquerdas", Raymond Poincaré se viu em minoria na Assembleia Nacional Francesa, ficando pouco tempo no cargo. Em março de 1924, ele renunciou novamente ao governo, o que levou o Presidente da República, Alexandre Millerand, a quase fazer o mesmo, sendo dissuadido em seguida. Após tentativas com Édouard Herriot e Théodore Steeg, Frédéric François-Marsal foi nomeado Presidente do Conselho de Ministros em 8 de junho de 1924.

## Composição
- Presidente da República: Alexandre Millerand
- Presidente do Conselho de Ministros: Raymond Poincaré
- Ministro dos Estrangeiros: Raymond Poincaré
- Ministro da Justiça: Edmond Lefebvre du Prey
- Ministro do Interior: Justin Germain Casimir de Selves
- Ministro da Guerra e Pensões: André Maginot
- Ministro das Finanças: Frédéric François-Marsal
- Ministro da Marinha: Maurice Bokanowski
- Ministro da Instrução Pública, Belas Artes e Educação Técnica: Henry de Jouvenel
- Ministro das Obras Públicas, Portos e Marinha Mercante: Yves Le Trocquer
- Ministro da Agricultura: Joseph Capus
- Ministro do Comércio, Indústria, Correios e Telégrafos: Louis Loucheur
- Ministro das Colônias: Jean Fabry
- Ministro do Trabalho e Higiene: Daniel Vincent
- Ministro das Regiões Libertadas: Louis Marin